# Glyptopetalum annamense
Glyptopetalum annamense är en benvedsväxtart som beskrevs av Marie Laure Tardieu. Glyptopetalum annamense ingår i släktet Glyptopetalum och familjen Celastraceae. Inga underarter finns listade.